# Krüss (Unternehmen)
Die Krüss GmbH ist ein deutscher Entwickler und Hersteller von wissenschaftlichen Messinstrumenten für die Grenzflächen- und Schaumanalyse. Krüss ist weltweiter Marktführer für Tensiometer und Instrumente zur Messung des Kontaktwinkels. Das seit acht Generationen inhabergeführte Familienunternehmen mit Sitz in Hamburg geht auf eine 1796 gegründete optische Werkstatt zurück. In der mehr als 200-jährigen Unternehmensgeschichte entstanden zahlreiche Erfindungen im Bereich der Messtechnik und Optik. Dazu zählen unter anderem eine an die Laterna magica angelehnte, weltweit populäre „Wunderkamera“, das erste prozessorgesteuerte Tensiometer sowie das erste Instrument zur mobilen, vollautomatischen Messung der freien Oberflächenenergie von Festkörpern. Die Krüss GmbH hat neben dem Hauptsitz in Hamburg Niederlassungen und Vertretungen in 27 Ländern und betreibt eigene Laboratorien sowie ein Schulungszentrum zur Grenzflächenchemie.

## Unternehmensgeschichte
1796 gründete der Mechaniker und Optiker Edmund Gabory eine optische Werkstatt in Hamburg. Sein Mitarbeiter und Schwiegersohn Andres Krüss eröffnete 1844 sein eigenes Unternehmen A. Krüss Optisches Institut mit nautischen Instrumenten und Seekarten. 1859 erweiterte sein Sohn Edmund Johann Krüss die Firma um fotografische Objektive, Mikroskope und Projektionsgeräte. 1865 ließ sich Krüss die weltweit sehr erfolgreiche, der Laterna Magica nachempfundene „Wunderkamera“ patentieren.

1886 fusionierten die beiden bis dahin getrennten Firmen Krüss und Gabory. Von 1888 bis 1920 wurde das Unternehmen von Prof. Dr. Hugo Krüss geleitet, der u. a. die Entwicklung der Photometrie theoretisch und praktisch vorantrieb. Zusammen mit seinem Bruder, dem Chemiker Gerhard Krüss, verfasste er ein wichtiges Standardwerk zu diesem Thema. Als Vorsitzender der Hamburger Gesellschaft für Feinmechanik und Optik trat er als bedeutender Förderer für diesen Industriezweig ein. Eine Straße im Hamburger Stadtteil Barmbek ist nach Hugo Krüss benannt.

Sein Sohn Dr. Paul Krüss, Nachfolger in der Geschäftsführung ab 1920, entwickelte physikalische Messverfahren, für die er zugleich Messinstrumente konstruierte. Andres Krüss, Sohn und Nachfolger von Hugo Krüss, baute in der Nachkriegszeit das Portfolio und den weltweiten Vertrieb der Firma weiter aus. 1980 teilten Andres Krüss‘ Töchter Martina Krüss-Leibrock und Marianne Weser das Unternehmen in die beiden Firmen A. Krüss Optronic und Krüss GmbH auf. Die Geschäftsführung der Krüss GmbH übernahm Marianne Wesers Mann, Diplomingenieur Cornelius Weser, bis 2012. Heute leitet deren Sohn Florian Weser die Krüss GmbH in achter Generation.

Der Produktschwerpunkt der Krüss GmbH lag nach der Firmenteilung auf Kontaktwinkelmessinstrumenten und Tensiometern. In jüngerer Zeit kam mit der wissenschaftlichen Analyse flüssiger Schäume ein neuer Produktzweig hinzu. Weitere aktuelle Instrumententwicklungen richten sich auf vollautomatische Messabläufe und handliche Instrumente für schnelle, mobile Messungen der Oberflächenspannung, des Kontaktwinkels und der freien Oberflächenenergie.

## Messinstrumente

### Tensiometer
Mit den Tensiometern zur Messung der Oberflächenspannung und Grenzflächenspannung deckt Krüss die Analyse von Tensidlösungen für die Forschung und Entwicklung sowie für die Qualitätssicherung ab. Neben statischen Tensiometern, die vorrangig mit der Ring- und Plattenmethode arbeiten, entwickelt das Unternehmen Blasendruck-Tensiometer und Tropfenvolumen-Tensiometer, die das dynamische Verhalten von Tensiden in schnellen Prozessen wie Sprühen oder Beschichten beschreiben. Ein mit der Spinning Drop Methode arbeitendes Tensiometer ist auf die Messung extrem geringer Grenzflächenspannungen ausgerichtet, die zum Beispiel bei Verfahren der tertiären Erdölförderung (EOR) auftreten.

### Kontaktwinkelmessinstrumente
Der Kontaktwinkel beschreibt die Benetzbarkeit fester Stoffe durch Flüssigkeiten. Diese ist für die Qualität beim Kleben oder Beschichten sowie für die Beurteilung hydrophober Beschichtungen, etwa für den Nässeschutz, relevant. Durch Messung des Kontaktwinkels kann außerdem die freie Oberflächenenergie eines Festkörpers bestimmt werden, die zum Beispiel Aussagen über die Adhäsion an der Oberfläche ermöglicht. Krüss entwickelt in diesem Bereich optische Laborinstrumente für wissenschaftliche Oberflächenanalysen und mobile Handgeräte für die Qualitätssicherung.

### Schaumanalyse
Das Unternehmen entwickelt Instrumente zur Schaumanalyse. Diese charakterisieren das Schaumverhalten und die Schaumstabilität von kurz- und langzeitstabilen Schäumen. Sie analysieren außerdem den Flüssigkeitsgehalt und die Schaumstruktur hinsichtlich Blasengröße und Blasengrößenverteilung.

### Instrumente für Grenzflächenrheologie
Die Instrumente der Krüss GmbH für grenzflächenrheologische Messungen dienen der wissenschaftlichen Beschreibung des dynamischen Verhaltens von Tensiden. Untersucht wird der Verlauf der Oberflächen- bzw. Grenzflächenspannung als Antwort auf eine zyklische, sinusförmig verlaufende Vergrößerung und Verkleinerung des Tropfens einer Tensidlösung. Der resultierende Speichermodul ist der elastische Anteil der Änderung der Spannung, während der Verlustmodul den viskos dissipierenden Anteil wiedergibt. Die Ergebnisse erlauben Rückschlüsse auf die Stabilität von Schäumen und Emulsionen.

## Beratung, Forschung und Schulung
Ein Schwerpunkt des Unternehmens liegt in der fachlichen Beratung und der wissenschaftlich gestützten und validierten Instrument- und Methodenentwicklung. Neben einem Labor für Auftragsmessungen unterhält Krüss zwei weitere Laboratorien für Versuchsaufbauten und Praxistests sowie für Machbarkeitsstudien und die Entwicklung neuer Messmethoden. Die Ergebnisse solcher Studien werden regelmäßig im Rahmen internationaler Fachkongresse vorgestellt und in Fachzeitschriften veröffentlicht. Kooperationen bestehen unter anderem mit Fachbereichen der Universitäten von Sofia und Bristol. Im firmeneigenen Schulungszentrum und an gastgebenden Instituten hält Krüss regelmäßig Seminare zur Theorie und Praxis der Grenzflächenchemie ab.